# Semesterbeitrag
Der Semesterbeitrag (zum Teil als Sozialbeitrag bezeichnet) ist eine pauschale Pflichtabgabe, die von allen Studenten einer deutschen Hochschule vor jedem Semester zu entrichten ist. Zu unterscheiden ist der Semesterbeitrag von der Studiengebühr, welche die Kosten des Studiums, die dem staatlichen oder privaten Träger der Hochschule entstehen, reduzieren soll.

## Zusammensetzung
Der Semesterbeitrag setzt sich zusammen aus Beiträgen für 
- die Studierendenvertretung,
- das Studierendenwerk
- sowie einem möglichen Verwaltungskostenbeitrag.

Zusätzlich können weitere Leistungen, wie beispielsweise das Semesterticket des jeweiligen Verkehrsverbundes im ÖPNV, über diesen Beitrag finanziert werden. Gelegentlich finanziert der Semesterbeitrag auch Nebenleistungen wie Wohnheime, Kindertagesstätten, die Mensen und Cafeterien sowie das Kulturprogramm und die Sozialberatung. Die Höhe ergibt sich aus der Addition der verschiedenen Kosten und variiert bei jeder Einrichtung. Auch Unterschiede zwischen Standorten derselben Einrichtung sind möglich. Der Semesterbeitrag mit inkludiertem Semesterticket ist beispielsweise mit einem Beitrag von 439,73 € (Stand: 2020) an der Leibniz Universität in Hannover am höchsten. Den höchsten Kostenanstieg hatten die Technische Universität sowie die Ludwig-Maximilians-Universität in München. Gleichzeitig befinden sich in Bayern auch fünf Hochschulen mit den günstigsten Semesterbeiträgen. Die Hochschulen mit dem prozentual geringsten Anteil am Semesterticket befinden sich in Baden-Württemberg.
Der Beitrag ist von jedem Studenten unabhängig von Einkommen oder Liquidität zu zahlen und kann nur bei einer Regelung zu Härtefällen erlassen oder zurückerstattet werden. Wird der Semesterbeitrag von einem Studenten auch nach Ablauf einer Kulanzfrist nicht entrichtet, so sehen die Universitäten in der Regel die Zwangsexmatrikulation als Sanktion vor.

## Sonstiges
Ein Student klagte gegen seinen Vater mit dem Ziel, von diesem zusätzlich zum Regelunterhalt den Semesterbeitrag bezahlt zu bekommen. Das OLG Düsseldorf (Aktenzeichen II-3 UF 97/12) wies die Klage 2012 zurück. Studenten, die den Regelunterhalt erhalten, müssen von diesem also auch ihren Semesterbeitrag aufbringen.

## Sozialbeiträge in der Volkswirtschaftslehre
In der Volkswirtschaftlichen Gesamtrechnung werden als Sozialbeiträge, immer in der Mehrzahl, die Beiträge zur Sozialversicherung bezeichnet. Es werden die Beiträge zur Sozialversicherung der Arbeitnehmer und der Arbeitgeber unterschieden.